# 1849 en architecture
| Années de l'architecture : 1846 - 1847 - 1848 - 1849 - 1850 - 1851 - 1852    |
| Décennies de l'architecture : 1810 - 1820 - 1830 - 1840 - 1850 - 1860 - 1870 |

Cet article présente les faits marquants de l'année 1849 en architecture.

## Réalisations

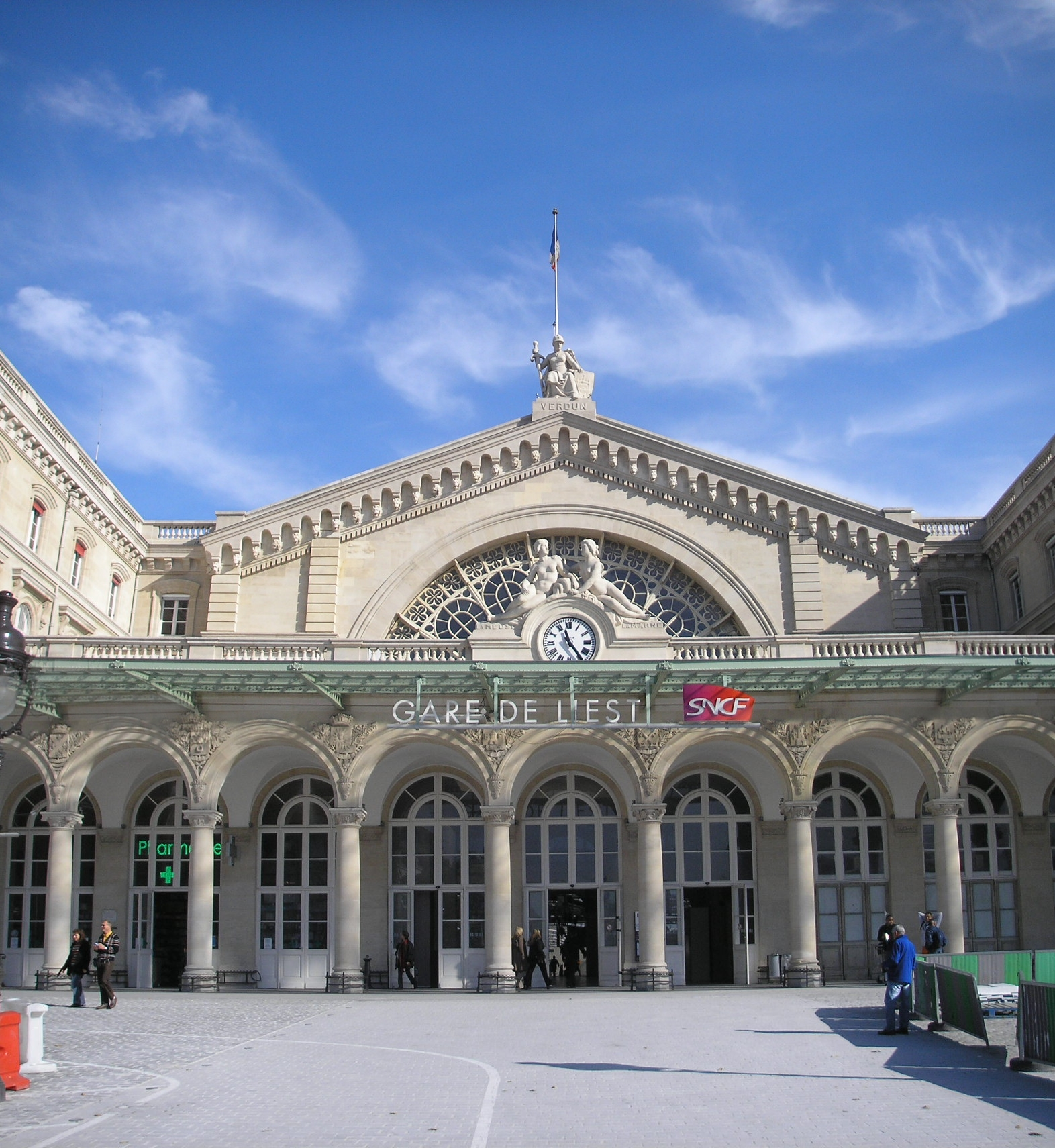
gare de Paris-Est

- 12 août : premier l'embarcadère de la gare de Lyon à Paris. Ce n'est encore qu'un bâtiment provisoire de fortune. La première gare en dur ne sera construite qu'en 1855.
- Ouverture de la gare de Paris-Est à Paris sous le nom d'« embarcadère de Strasbourg », construite par l'architecte François-Alexandre Duquesney. Elle ne comprend encore que deux voies à quai pénétrant sous un grand hall.
- Construction du palais des Armures au Kremlin de Moscou par Thon (1849-1851).
- Ouverture du Pont suspendu de Wheeling sur l'Ohio en Virginie .

## Événements
- John Ruskin publie The Seven Lamps of Architecture.

## Récompenses
- Royal Gold Medal : Luigi Canina.
- Prix de Rome : Denis Lebouteux.

## Naissances
- x

## Décès
- 18 avril : Carlo Rossi (° 18 décembre 1775).
- 21 mai : Achille-Jacques Fédel, architecte et ornemaniste français (° 30 avril 1795).